# Apolysis mus
Apolysis mus är en tvåvingeart som först beskrevs av Jacques-Marie-Frangile Bigot 1886.  Apolysis mus ingår i släktet Apolysis och familjen svävflugor.
Artens utbredningsområde är Kalifornien. Inga underarter finns listade i Catalogue of Life.